# Clasificación de la carne

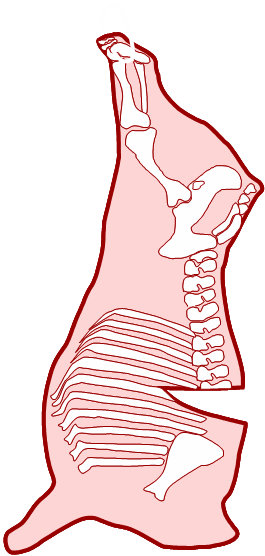
Carne en canal (res)

La clasificación de la carne se refiere a la práctica de evaluación de la carne en relación con sus atributos organolépticos de calidad. Dependiendo de la normatividad en cada país la blandura, jugosidad y frescura de la carne se evalúan mediante una estimación de su madurez (ósea, adiposa y muscular) y la cantidad de grasa presente. Como se muestra en la figura, en el ganado bovino la inspección se realiza sobre el ribeye localizado entre la costilla duodécima y la decimotercera de una canal.

## Evaluación del grado de calidad
La clasificación objetiva de la carne no solo permite al consumidor saber lo que está ingiriendo sino que también ofrece al productor de ganado conocer la calidad del proceso. 
En la mayoría de los países la clasificación es realizada mediante inspección visual de la canal. Un inspector certificado o clasificador utiliza plantillas para determinar primero el color de la grasa y de la carne así como para medir el área del músculo longissimus dorsi o ribeye, el espesor de la grasa dorsal y finalmente la madurez o edad del animal así como su conformación se integran al diagnóstico para determinar el grado de calidad de la canal.
En México, la clasificación de la carne de bovinos en canal se rige por la norma mexicana NMX-FF-078-SCFI-2002 . Según se establece, esta norma tiene cobertura nacional y se instrumentará en las plantas de sacrificio y rastros TIF (Tipo Inspección Federal) registrados por SAGARPA que operan bajo condiciones de sanidad e higiene establecidas en la norma oficial mexicana NOM-08-ZOO-1998.

## Área delribeye
El área del ribeye (el costillar) es un parámetro importante para valorar la carne en canal por varias razones. Por un lado, países como Japón exigen que el tamaño de los cortes de ribeye no rebasen un cierto límite, por otro permite estimar el rendimiento de la canal y con ello asignar un precio.
La figura arriba a la izquierda muestra una plantilla cuadriculada que personal entrenado utiliza para estimar el área del ribeye. El personal marca sobre la plantilla el contorno del músculo para más tarde contar los cuadrados llenos y parcialmente llenos dentro del contorno. Esto requiere mucho tiempo y gasto pues requiere una plantilla diferente para cada canal. 
La figura arriba a la derecha muestra la segmentación automática que una computadora realiza sobre una imagen digital del ribeye. Este proceso dura menos de un segundo. La desventaja que algunos equipos completamente automatizados presentan aquí es la confusión que enfrentan cuando el músculo de interés está prácticamente unido a músculos adyacentes. ProScan es un equipo semi automatizado que permite al usuario separar con un toque el músculo de interés.

## Espesor de grasa dorsal
El espesor de la grasa dorsal o subcutánea es quizás el parámetro más importante para estimar el rendimiento de la canal. Este parámetro es también el más difícil de medir pues una vez que se retira la piel de la canal, ésta puede llevarse consigo una parte importante de la grasa dorsal. La medición de la grasa dorsal podría entonces ser más eficiente cuando el animal aún está vivo mediante técnicas de ultrasonido, esta opción sin embargo sería diferente a lo que marca la norma mexicana, japonesa o estadounidense.
En la figura a la izquierda se muestra el procedimiento típico para estimar el espesor de la grasa dorsal de acuerdo a la norma mexicana. El personal de clasificación dibuja una bisectriz a lo largo del músculo de interés, después dibuja una línea perpendicular a la bisectriz partiendo de un punto a ¾ de longitud de la misma. Finalmente, se mide el espesor de la grasa dorsal en el punto donde la perpendicular se interseca con la capa de grasa dorsal. Este procedimiento no se realiza en la mayoría de los rastros por lo tedioso y complicado, de manera que el personal decide medir el espesor de la grasa dorsal en cualquier punto bajo el supuesto que es constante. En la figura se muestra cómo una computadora ha identificado el músculo de interés y ha aproximado su contorno al de una elipse, de esta manera puede fácilmente identificar el semieje mayor y dibujar una línea perpendicular al mismo con extrema precisión para finalmente medir el espesor de la grasa dorsal.

## Marmoleo
Es la cantidad de grasa entreverada en las fibras musculares y se evalúa en el área del ojo de costilla en un corte hecho entre las costillas duodécima y decimotercera. El marmoleo es el principal factor a tomar en cuenta por el consumidor estadounidense para determinar la calidad de la carne. Mientras el nivel de marmoleo sea mayor, la carne será de mayor calidad, puesto que ésta tendrá mejor sabor y será más jugosa. El marmoleo, sin embargo es también asociado, por consumidores en otros países, como un factor de riesgo para la salud. La correcta determinación del marmoleo depende en gran medida de la determinación del contorno del longissimus dorsi. La figura a la derecha muestra el proceso de evaluación del marmoleo mediante algoritmos de procesamiento automatizado de imágenes.

## Madurez
Se refiere al desarrollo fisiológico no cronológico del animal y es determinada principalmente observando la osificación que muestran las vértebras en sus apófisis y cuerpos. La osificación avanza de manera progresiva desde las vértebras del sacro hasta las torácicas pasando por las lumbares. La madurez del tejido adiposo y muscular coadyuvan también a determinar la madurez del canal. A fin de facilitar la aplicación de estos principios, las especificaciones en México reconocen cinco grupos de madurez:
- de 18 a 24 meses
- de 25 a 30 meses
- de 31 a 36 meses
- de 37 a 48 meses
- más de 49 meses

### Madurez ósea
La madurez ósea de la canal se observa al analizar el proceso de osificación en las costillas y en los cartílagos en el área torácica. Cuando las costillas empiezan a osificarse se observan franjas rojas (irrigación) mientras que la osificación del cartílago se inicia como pequeñas islas rojas.
| Cartílago sin osificación | Cartílago con Osificación |

## Textura
Es la apariencia que observan las fibras musculares. En las canales muy jóvenes, la carne será de textura muy fina. En canales maduras la carne será muy tosca. La textura de la carne también es afectada por variaciones en la calidad.

## Color
Es quizás uno de los dos atributos sensoriales más importantes que puede juzgar el consumidor en el punto de venta. Las referencias al color de la carne en las especificaciones incluyen solo colores asociados con cambios en la madurez. El color de la carne en la evaluación de una canal está íntimamente relacionado con otros factores como el estrés producido por el manejo inadecuado del bovino antes del sacrificio o el tipo de suplementos y vitaminas que ingirió. 
El color de la carne y de la grasa son utilizados también como estimadores indirectos de la madurez muscular y adiposa respectivamente. 
Actualmente se utilizan plantillas para estimar el color. Existen técnicas más objetivas para describir el color, el sistema más empleado ha sido definido por la Comisión Internacional de la Iluminación (Commission International du l´Eclairage, CIE). El sistema CIE-Lab se basa en el uso de estándares de iluminación y calcula las coordenadas de color L* (luminosidad), a* (coordenada verde-rojo) y b* (coordenada azul-amarillo) mediante el uso de espectrofotómetros o colorímetros.

## Conformación
Describe la morfología externa de un canal y sus piezas básicas, las descripciones sobre la conformación se incluyen en cada una de las especificaciones correspondientes a un grado, y hace referencias al grosor de los músculos y el grado de plenitud y espesor de la canal y sus partes. Las canales que llenen los requerimientos de corpulencia y musculatura especificadas para un grado, se considerará que tiene conformación adecuada para dicho grado a pesar de que debido a la falta de acabado puede no tener el grosor y plenitud descritos.
Una conformación superior implica una alta proporción de carne a hueso y una alta proporción del peso de la canal en las partes de mayor valor. Esto se refleja en canales muy gruesos y llenos de músculos, muy llenos y gruesos con relación a su longitud y con apariencia voluminosa y bien redondeada. 
Una conformación inferior implica una proporción baja de carne a hueso y una baja proporción del peso de la canal a corte en las partes de mayor valor. Esto se produce en canales delgados y poco poblados de músculos angostos en relación con su longitud y su apariencia angulosa, delgada y hundida.

## Grado de calidad
La calidad de la carne depende de sus propiedades organolépticas, siendo la jugosidad y la suavidad las más importantes. La jugosidad esta íntimamente ligada con el marmoleo, así como la suavidad lo está con la madurez fisiológica del animal. Así, una vez que el grado de marmoleo es determinado, la región de calidad a la que se asigna la canal dependerá de su grado de madurez como se muestra en la tabla siguiente.
| CONCEPTO                | GRADOS DE CALIDAD (según la norma mexicana NMX-FF-078-SCFI-2002 | GRADOS DE CALIDAD (según la norma mexicana NMX-FF-078-SCFI-2002 | GRADOS DE CALIDAD (según la norma mexicana NMX-FF-078-SCFI-2002 | GRADOS DE CALIDAD (según la norma mexicana NMX-FF-078-SCFI-2002              | GRADOS DE CALIDAD (según la norma mexicana NMX-FF-078-SCFI-2002 |
| CONCEPTO                | I                                                               | II                                                              | III                                                             | IV                                                                           | V                                                               |
| CALIFICACIÓN            | SUPREMA                                                         | SELECTA                                                         | ESTÁNDAR                                                        | COMERCIAL                                                                    | FUERA DE CLASIFICACIÓN                                          |
| CALIFICACIÓN            | 1.0 a 1.9                                                       | 2.0 a 2.9                                                       | 3.0 a 3.9                                                       | 4.0 a 4.9                                                                    | 5.0 a 5.9                                                       |
| Edad (meses)            | 18 - 24                                                         | 25 - 30                                                         | 31 - 36                                                         | 37 - 48                                                                      | Más de 49                                                       |
| Sacra                   | Clara separación                                                | Completamente osificada                                         | Completamente osificada                                         | Completamente osificada                                                      | Completamente osificada                                         |
| Lumbar                  | Sin osificación                                                 | Casi completamente osificada                                    | Completamente osificada                                         | Completamente osificada                                                      | Completamente osificada                                         |
| Torácica                | Sin osificación                                                 | Alguna osificación                                              | Parcialmente osificada                                          | Considerable osificación (bordes de botones aun visibles)                    | Extensa osificación (bordes de botones casi invisibles)         |
| Botones Torácicos       | Sin osificación                                                 | Menos del 10%                                                   | Más del 10 %                                                    | Más de 35 %                                                                  | Más de 75 %                                                     |
| Cuerpo de las vértebras | Rojos, porosos y suaves                                         | Tintes rojos y suaves en el centro                              | Tintes rojos y sólidos en el centro                             | Blancos y sólidos                                                            | Blancos y sólidos                                               |
| Costillas               | Rojas, estrechas, amarillas y redondas.                         | Ligeramente anchas, planas y cremosas                           | Ligeramente anchas, planas y ligeramente cremosas.              | Anchas, planas y blancas.                                                    | Anchas, planas y blancas                                        |
| Color de grasa          | Blanca (255-255-255)                                            | Hasta cremosa (255-255-210)                                     | Hasta un poco amarilla (255-255-200)                            | Amarilla (255-255- <200)                                                     | N/A                                                             |
| Color Carne             | Rojo cerezo, 186C                                               | Rojo cerezo a intenso 1805                                      | 1805 a 188C                                                     | Rojo oscuro 188C                                                             | N/A                                                             |
| Conformación            | Perfil convexo en pierna y lateral. Lomos amplios y redondos    | Perfil pierna convexo y plano en vista lateral. Lomos planos    | Perfil pierna recto y plano en vista lateral. Lomos planos      | Perfil pierna cóncavo o plano. Desarrollo deficiente de lomos y musculatura. | N/A                                                             |